# غاريت جي. فاغان
غاريت جي. فاغان (بالإنجليزية: Garrett G. Fagan)‏ هو مؤرخ أمريكي، ولد في 15 يناير 1963 في دبلن في جمهورية أيرلندا، وتوفي في 11 مارس 2017 في ولاية كوليج في الولايات المتحدة.

## وصلات خارجية
- غاريت جي. فاغان على موقع ميوزك برينز (الإنجليزية)